# Älmhult

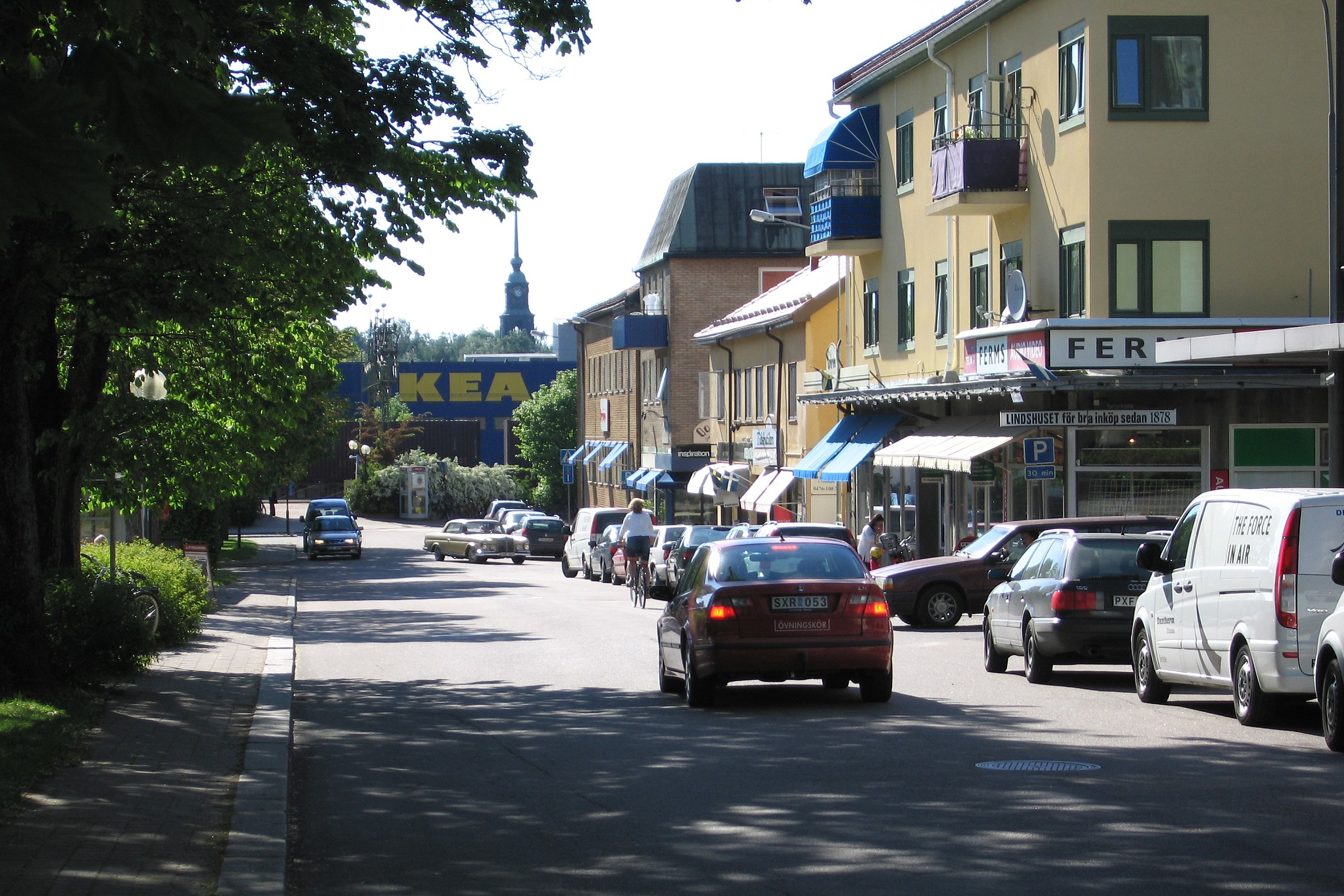
In der Ortsmitte von Älmhult

Älmhult (veraltet auch Elmhult) ist eine industriell geprägte Kleinstadt in Schweden und Hauptort der Gemeinde Älmhult. Älmhult liegt in der Provinz Kronobergs län im südschwedischen Småland am südlichen Ende des Sees Möckeln.

## Geschichte

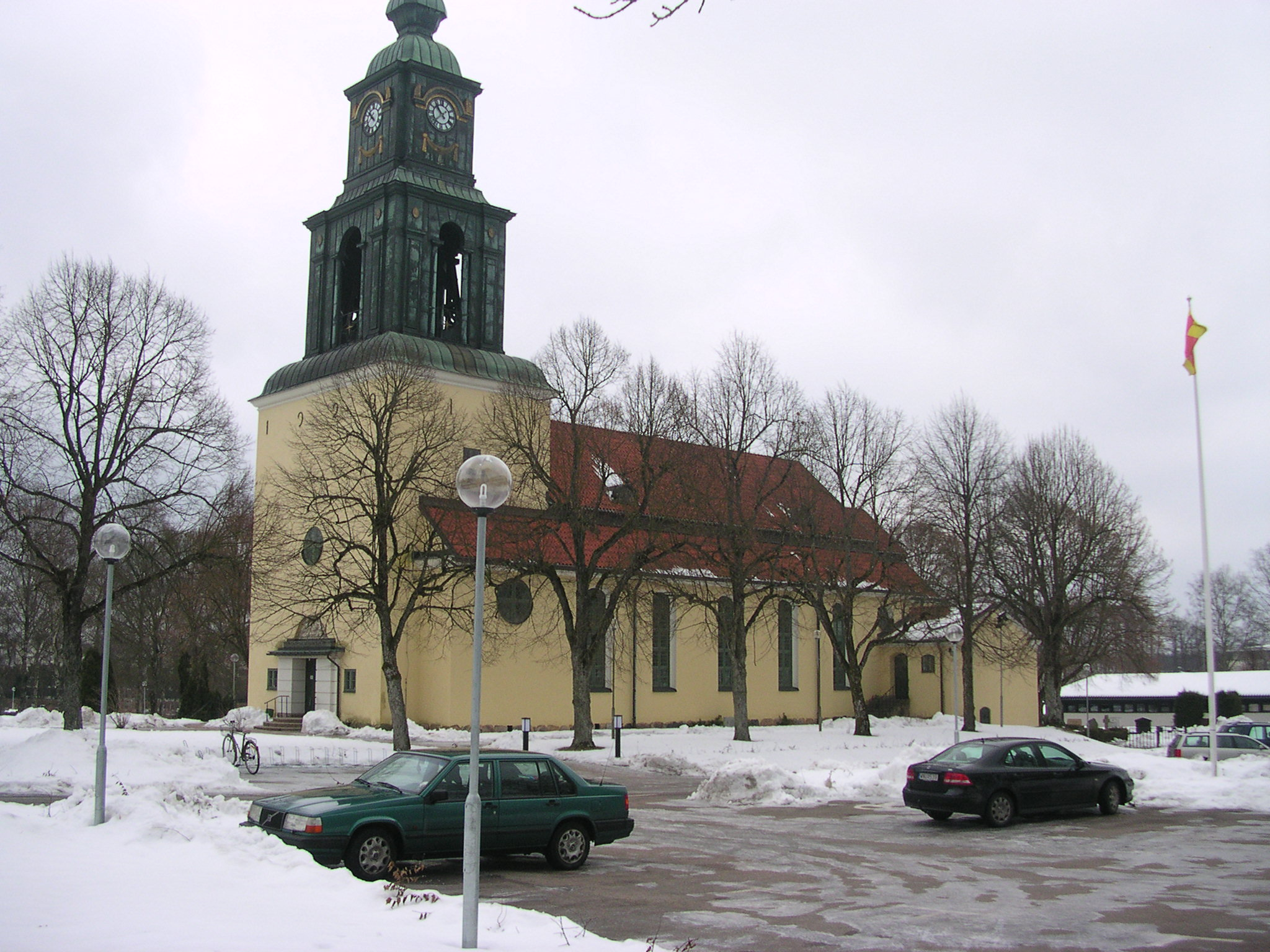
Kirche in Älmhult

Älmhult wuchs um einen einstmals wichtigen Eisenbahnknotenpunkt. Hier trafen sich die Bahnlinien Södra stambanan (Malmö–Nässjö–Falköping, Teil der heutigen Strecke Malmö–Stockholm), Sölvesborg-Olofströms-Elmhults Järnväg (SOEJ) (nach Blekinge, heute nur noch Gütertransport) und eine mittlerweile stillgelegte Strecke nach Kristianstad.

## Wirtschaft
Älmhult ist einer der Hauptstandorte des Möbelkonzerns IKEA. Das den Ort dominierende Unternehmen eröffnete hier 1958 das erste Möbelhaus. In Älmhult haben unter anderem die Konzerntöchter IKEA Trading AB, IKEA IT AB, IKEA Communications AB, IKEA of Sweden AB, Swedwood AB und Modul Service AB ihren Haupt- oder Nebensitz mit Verwaltungs- und Produktionseinheiten sowie einem Distributionszentrum. Weiterhin hat Ikanobanken, eine Bank der Ikano-Gruppe, einem Ableger von IKEA, hier ihren Hauptsitz.
Die Stena-Metall-Gruppe ist mit dem Hauptsitz von Stena Aluminium und einem Verkaufsbüro und Lager von Stena Stål in Älmhult vertreten.
Einen wichtigen Standortvorteil stellt in Älmhult auch heute noch die gute Anbindung an das schwedische Schienennetz dar.

## Personenverkehr
Älmhult liegt an der Södra stambanan, der Südstammbahnstrecke Kopenhagen – Malmö – Alvesta – Stockholm. Es bestehen Direktverbindungen nach Helsingør in Dänemark über Lund, Malmö, Flughafen Kopenhagen, Kopenhagen sowie nach Kalmar über Växjö, die von Statens Järnvägar (SJ) betrieben werden.
Länstrafiken Kronoberg betreibt eine innerörtliche Buslinie sowie regionale Busverbindungen unter anderem nach Växjö. Skånetrafiken-Busse verkehren nach Osby.
Der nächstgelegene Flugplatz ist der Flughafen Växjö/Kronoberg (VXO) in Växjö.

## Tourismus und Sehenswürdigkeiten

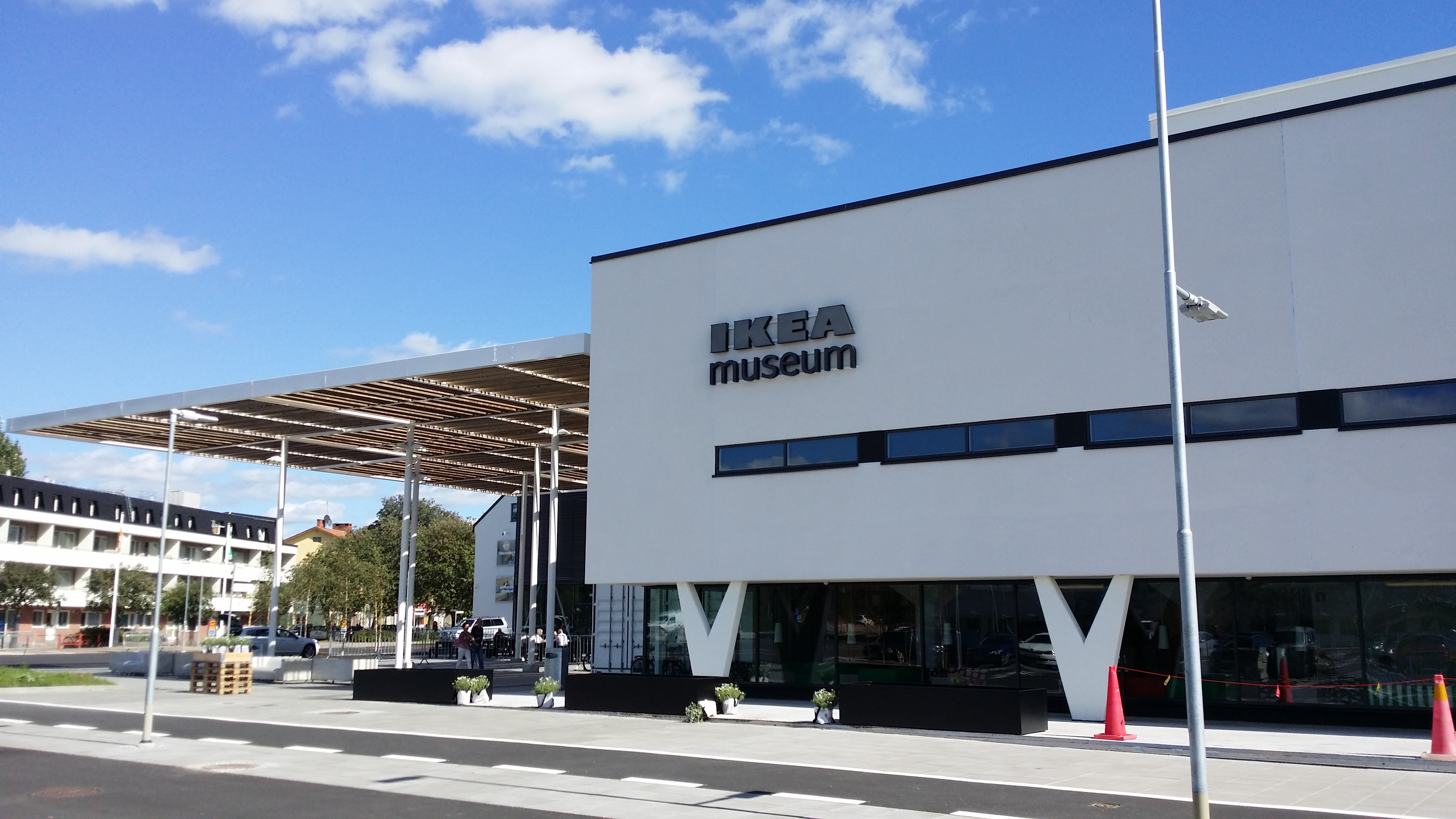
Das erste IKEA-Möbelhaus in Älmhult, heute IKEA-Museum (Aufnahme 2016)

Die örtliche Touristeninformation half im Jahre 2010 2354 Besuchern weiter. Den mit 39 Prozent größten Anteil stellten Schweden, gefolgt von deutschen (33 Prozent) und dänischen Touristen (22 Prozent).
Viele Besucher verdankt Älmhult wohl der großen Bekanntheit von IKEA, denn das erste Möbelhaus des Unternehmens ist nach Angaben der Gemeindeverwaltung das wichtigste touristische Ziel im Gemeindegebiet. Seit 2016 befindet sich in diesem Gebäude das IKEA-Museum, das dort eingerichtet wurde, nachdem das Möbelhaus 2012 in ein neues Gebäude umgezogen war.
Die Skulptur „Stolen“ von Kaj Engström und Arne Persson in Form eines gigantischen Stuhles markiert den Ortseingang von Älmhult.
Auf Älmhults zentralem Platz zwischen Bahnhof und Gemeindeverwaltung steht ein Standbild des in Stenbrohult (Råshult) nahe Älmhult geborenen berühmten Botanikers Carl von Linné, das 1946 von Carl Eldh geschaffen wurde.

## Persönlichkeiten
- Axel Fintelmann (1848–1907), Gartenarchitekt
- Otto von Porat (1903–1982), Schwergewichtsboxer
- Ingvar Kamprad (1926–2018), Unternehmer
- Tomas Arvidsson (* 1941), Kriminalschriftsteller
- Mathias Kamprad (* 1969), Manager
- Peter Mangs (* 1972), Mörder